# Zen Cart
Zen Cart är ett webbutiksystem skrivet i PHP och bygger på osCommerce. Projektet startade 2003 då en grupp utvecklare bröt sig loss från osCommerce. Programmet är gratis att använda för alla, källkoden är öppen och det har en administrationspanel där man kan göra många inställningar utan att behöva röra koden.
I likhet med osCommerce så kan man lägga till funktioner med hjälp av moduler som finns att ladda ner. Det finns också möjlighet att enkelt byta utseende med hjälp av olika templates, en möjlighet som osCommerce saknar.